# 道县事件
道县事件，也称道县惨案、道县大屠殺，是指在中华人民共和国文化大革命期间，发生在湖南零陵地区包括道县在内的10余个县市发生的大规模屠杀事件。道县和周边县市的屠杀是保守组织“红联”一派领导的当地政府包括县人武部和县委、县政府策划支持的，并由当地各级行政机构包括县人武部、县委、公社、区武装部、大队村干部、民兵等实施。大屠杀中的杀人手段极其残忍，包括枪杀、刀砍、沉水、身上放火药炸死、活埋、暴力打死、勒死、火烧熏死、摔死婴幼儿:20。
从1967年8月13日到10月17日，共有7696人被杀，1397人被逼自杀，2146人被致残。死者绝大部分是被中共政权划分为“地主、富农、反革命、坏分子和右派”的五类分子（3576人）以及他们的子女（4057人），还包括贫下中农1049人、其他411人；其中未成年人826人，年纪最大的78岁，最小的10天，14000多人参与了大屠杀。湖南道县屠杀还直接影响了1968年的湖南邵阳县大屠杀。
文化大革命结束后，道县事件中的受害者在拨乱反正期间获得中共中央平反，但中共湖南省委提出了“宜宽不宜严、宜轻不宜重、宜少不宜多”的指导思想，故有少部分参与大屠杀的犯罪人员受到了法律处罚。部分领导大屠杀的地方领导人被开除出中国共产党，或者被判处不同刑期的有期徒刑；其中，道县本县处理了43人（15人为国家干部），仅11人被追究刑事责任、最高获刑10年有期徒刑。过轻的司法判决和处理方式曾引发了民愤，亦有诸多当地民众曾前往北京上访。

## 事件历史

### 历史背景
文化大革命开始后，1967年，和其他县市一样，道县也出现了观点对立的造反派组织。一派称毛泽东思想红战士联合司令部，简称“红联”；另一派称无产阶级革命派斗批改联合指挥部，简称“革联”。两派斗争在1967年7月趋向白热化。红联与革联相互蔑称对方为“革匪”（革联）、“红老保”（红联）。这形象地代表了两派的立场：革联“主要由青年学生、市民、手工业者、下层知识分子及少数干部组成”，坚持反对当权的官僚阶层；红联“则与当地新旧政权有不可分割的联系”，在全国夺权运动中参加了本县的“一月夺权”，拥有该县当权者和“几乎整个乡村政权及组织”的支持。
1967年8月3日至5日，縣抓革命促生產領導小組召開全縣各區的緊急會議，各区抓促小组组长参加。在8月5日下午召开的总结会议上，由時任抓革命促生產領導小組第一副組長、縣武裝部政委劉世斌主持会议，抓革命促生產領導小組副組長、縣委副書記熊炳恩作總結發言，稱階級敵人將要造反，指示“要狠抓階級鬥爭這個綱，繃緊階級鬥爭這根弦，對於階級敵人的破壞活動，要嚴厲打擊；對於不服管製的四類分子，要組織群眾批判鬥爭，發動群眾專政；對罪大惡極的，要整理材料上報，依法懲辦，狠狠打擊。 ”
8月8日至9日，發生了“革聯”沖擊縣武裝部，砸爛了武器倉庫的大門，抢走全部枪支弹药的“八·八”搶槍事件。
8月9日，“紅聯”後勤部長張明止主持召開“紅聯”骨幹緊急會議，研究應變措施。決定把“紅聯”總部由縣城遷到郊外的營江公社，走“農村包圍城市，最後奪取城市”的道路。
8月11日，“红联”和各区武装部长在清塘公社营乐园大队部召开会议，决定次日集中各区基干民兵攻打道县二中，即“革联”总部所在地。为了保证进攻的成功，会议决定对四类分子加强管制，以建立巩固的“后方根据地”。 这是当时全国大武斗在道县的具体体现。
8月11日縣武裝部長劉世斌、縣委副書記熊炳恩召開全縣各區、公社抓促小組組長電話會，部署抢收中稻抢插红薯任务（简称“双抢”），并传达了“八·八”抢枪事件中县武装部、县公安局枪支弹药被抢情况。熊炳恩稱：“各地要發動群眾採取果斷措施，加強對階級敵人的專政，要把民兵組織起來，保衛人民的生命財產安全，保衛好'雙搶'。 ”
在8月11日的这两个会议结束后，各区、公社即分别开始布置针对四类分子的镇压工作。在工作中，自杀害朱勉后，随着钟佩英一家三口被害，对四类分子的乱杀行为开始在全县蔓延。据1980年代中共零陵地委处理文化大革命杀人遗留问题工作组的结论称：
杨家公社杀掉钟佩英母子三人后，消息很快传开。同时，全县普遍流传“四类分子要造反，先杀党，后杀干，贫下中农一扫光，中农杀一半，地富作骨干”。加之在这个时间里，有四个区搞出了七个反革命组织（假案），逼供出一个“纲领”，即“八月大组织，九月大暴动，十月大屠杀”，气氛十分紧张。在当时无政府主义泛滥，法制遭到严重破坏的情况下，从8月17日开始，清塘、清溪、梅花等区，先后召开社队干部会议，动员部署杀人……
8月13日，“红联”攻打道县二中“革联”总部失败，“红联”方面民兵死亡二人，受伤多人。史称道县“八·一三事件”。

### 屠杀历史

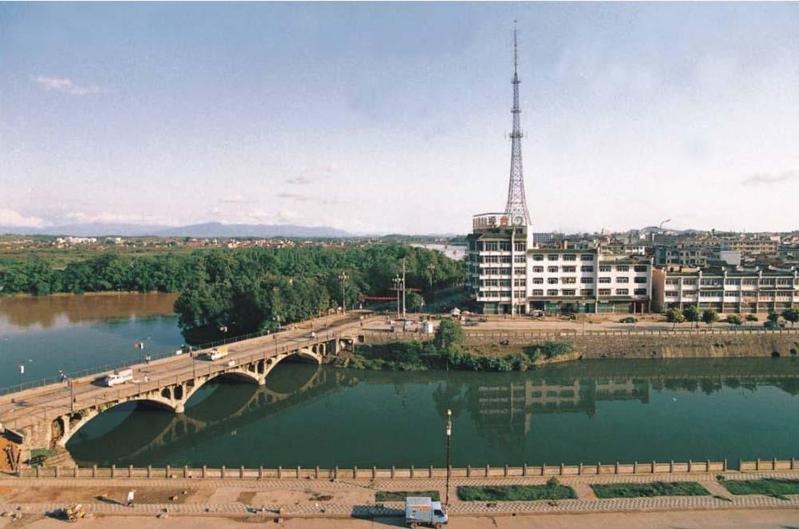
湖南道县

道县的贫下中农造反组织编造了“黑杀队”一词，即当时的黑五类分子及其子弟等21种人要联合起来成立黑杀队，目的是要向干部和贫下中农们反攻倒算、报仇雪恨。道县革命群众组织将抓“黑杀队”和屠杀“黑杀队”视为“革命表现”，一律杀无赦。一些道县屠杀的组织者和执行者还认为，他们的杀戮行为是在进行“第二次土改”。道县到处是“斩尽杀绝黑四类，永保江山万代红”的囗号，到处是“贫下中农最高法院”的杀人布告，整个道县以及周边地区完全处于红色恐怖之中。
在该县杀人狂潮中，也有少数干部进行抵制，譬如东门公社北门大队没有杀人，其原因是该大队党支部书记丁金龙对杀人问题一直“没有考虑成熟”。 在杀人的高峰期1967年8月21日，零陵军分区副司令员赵尔昌与6952部队连长梁本义到当时县武装部干部为领导的“红联”听取关于“敌情”和杀人情况的汇报时，但没有制止杀人，“红联”的领导都是经县武装部的人，其骨干成员24人后来全部被追究刑事责任。返回军分区后将调查情况用《社情电报》报告给驻军湖南的四十七军。8月26日四十七军以电报形式上报中央文革小组。内容如下：
“各方反映和部分查证，道县近来四类分子活动嚣张，散发反动传单，凶杀贫下中农，进行反攻倒算，组织反革命组织，阴谋暴动。在县武装部和公安机关瘫痪的情况下广大贫下中农惟恐四类分子翻天，有的主张采取行动。各地从七月以来，特别是从八月二十二日以来，据不完全统计，他们用鸟铳、锄头、扁担等，共杀死四类分子（包括少数四类分子子女）207人，其他县区也有类似情况。我们认为，对杀人凶手和四类分子中作恶多端、活动嚣张、企图翻天的可以依法惩罚外，四类分子不宜滥杀，四类分子子女不应视为四类分子，必须按照政策团结教育，不能混淆专政对象和非专政对象的界限。这样才便于争取四类分子，如杨家公社与宁远交界处有77个四类分子（包括少数子女）因怕杀或企图暴乱，外逃集结上山顽抗。”
这份电报所写内容完全不实，污蔑四类分子要暴动，更激起了大屠杀的热潮，此后又有3000多人被屠杀。:60-62
县委副书记兼县长黄义大因为被批判为“走资派”，被关押在道县二中内，1967年8月13日得到反对屠杀的“革联”头头刘香喜汇报说“红联”组织民兵攻打“革联”占据的二中，刘香喜之前已经向县武装部汇报，但是县武装部实际上是支持民兵进城武斗的。于是黄义大当天找到县武装部，要求禁止民兵进城武斗，随后县武装部派人追杀黄义大，刘香喜派人护送黄义大、蒋全益和“革联”代表黄永利徒步走出道县，坐火车到长沙，向当时主持湖南工作的省革筹副主任华国锋直接找他们汇报情况。 三人于1967年8月19日到达长沙。1967年8月24日晚，黄义大为了解道县近况，打电话到“革联”总部，“革联”副司盘××告知说道县农村已经开始大规模杀人，全县已被杀1000多人，潇水河里漂起很多死尸，杀人看样子还要进一步恶化。黄义大立即报告了省革筹领导，并进一步找到梁春阳。梁春阳也深感震惊，马上与章伯森、华国锋通了电话。第二天1967年8月25号，章伯森打电话询问道县武装部杀人具体情况，李永华部长故意隐瞒真相，说根本没有什么大屠杀。黄义大把真实的情况进一步汇报给章伯森，并说明屠杀的发生的根源和解决办法：1.支左任务的县武装部原来积极迫害革命群众，现在又完全支持杀人，所以要撤销支左的领导权，另外派部队去。2. 县武装部不宣传、不贯彻执行毛主席亲自批发的 六·六通令（不准乱杀人）和中央的‘七·一三’通知（不准组织农民进城参加武斗），反而颠倒黑白， 在营江公社建立武斗司令部，组织农民进城武斗。所以需要省里派飞机去道县散发‘六·六’通令和‘七·一三’通知。3.道县到处拦关设卡，物资得不到流通，人民生命财产安全得不到保证，认为必须马上撤销拦关设卡，并宣布道县各地所成立的‘贫下中农高人民法院’为非法，予以取缔，通令立即停止杀人，对已杀人员按阶级成分统计，如实上报省革筹和47军支左办公室。今后如再杀人，严惩不贷。4.要求零陵军分区和道县武装部收回散落在保守组织手上的枪支，撤出对县城的武装包围，不准农民进城武斗。章伯森、华国锋、47军长黎原完全支持黄义大的建议，并要求黄义大把真实情况和建议写成电报草稿，上报中央文革和零陵军分区和道县武装部，随后华国锋向黄义大确认中央军委已经同意另外派遣解放军进驻道县来制止屠杀，并且中央会派飞机播撒传单。黄义大、蒋全益和黄永利于1967年9月18日离开长沙。黄义大回到道县后，旗帜鲜明地反对杀人，反对武斗，支持“革联”的革命行动。 并且遵照华国锋的指示，通过找熟人、打电话、写信、当面约谈等形式，向一大批县委、县政府干部传递省革筹和47军领导的讲话内容，促使他们发表声明，反对武斗，反对杀人。 :310-317
1967年8月26日，中国人民解放军第47军驻扎在湖南广西交界处麦岭的一支部队，代号6950，接到军部追发一份紧急电报：“据悉道县确有乱杀人现象，希你团火速派人调查制止。”派团副参谋刘兆丰带领3名政工干部在1967年8月27日赴道县调查情，了解到了道县大屠杀的真相，第二天四位军人将调查结果电告麦岭团部，要求团部迅速派人前来道县制止杀人，越快越好！ 同一天他们又分别去拜访两派的主要负责人，并通过他们召开“全县紧急电话会议”，刘兆丰副参谋长代表6950部队在电话会议上强调：“无论任何人，没有经过政法部门的批准随意杀人，都是违法的， 必须立即停止！” 但“红联”一些人仍然抵制。8月29日，6950部队首批官兵抵达道县县城，受到了道县人民的热烈欢迎。6950部队进驻道县后，立即着手做了三件事：一、制止“红”“革”两派的武斗；二、制止农村中的杀人现象；三、调查研究，查询乱杀风的真像。9月5日，由部队出面，召集县人武部领导、“红”“革”两派头头，开了一个制止杀人的会议。9月上旬，6950其余部队完成其他任务后，就接到军部命令：全体出动，赴道县及相邻几县制止乱杀风。6950部队进驻道县以后，对制止杀人起到了立竿见影的效果，但“杀人风”并未停熄，有少数地方甚至加快了杀人速度，例如祥霖铺区“抓紧时间再杀一批。”:188-194

6950部队分散到农村，进行制止杀人的宣传工作。在道县的6950部队处境十分困难。时任6950部队组织股长吴荣华回忆道，
“我们到道县后，马不停蹄地展开宣传工作。特别在农村，遭到一些不三不四的人，手持大刀、长矛、鸟铳等凶器进行围攻。骂我们是‘刘少奇的部队’，是‘为地富反坏右效劳’，扬言要同我们‘拼到底’。”

### 屠杀结束
‍1967年9月27日，解放军第47军和湖南省革命委员会筹备小组就制止道县及周边各县市杀人事件联合发出紧急通告：
……最近道县、江华、江永、东安、蓝山等县的一些地方不断发生杀人、破坏通讯和交通运输的现行反革命事件。为了……保障人民的生命安全……特就上述事件，发出以下通告：
一、必须坚决贯彻执行中共中央、国务院一九六七年一月十三日“关于在无产阶级文化大革命中加强公安工作的若干规定”，……坚决制止任何杀人、破坏通讯和交通运输的事件发生。
二、目前道县、江华、江永、东安、南山、零陵等县农村成立所谓“贫下中农最高法院”是非法的，必须坚决取缔。对少数杀人坏头头及主谋者，要严加追查，依法惩办。
三、对各县保守组织手中的武器，必须迅速按照中共中央、国务院、中央军委、中央文革小组一九六七年九月五日命令，立即全部收回上交当地人民解放军陆军第四十七军所属部队。在保守组织手中的武器收缴以后，掌握在革命造反组织手中的武器亦应封存上交。
四、……凡被迫离开本单位的群众、干部一律保证返回原单位参加斗批改，不准以任何借口对其进行围攻，殴斗甚至杀害。对于沿途所设的关卡，要立即撤销，并严禁拦路搜身，保证行人安全和邮电、交通运输畅通。（此公告可在各公社、大队、生产队张贴）
通告发出当天，湘南各县连夜翻印张贴。6950部队组成若干个毛泽东思想宣传队，分赴道县及周围发生杀人事件的县，深入区社，乃至大队宣传通告内容，制止杀人。:196 湖南省革筹和47军支左部队态度渐趋明朗，“红联”开始分化瓦解。特别是省革筹和47军的《 9·27 联合通告》发出和飞机散发传单之后，“红联”基本上分崩离析。 一位道县老干部说：“杀人风平息以后，那些杀人的刽子手，特别是大屠杀的幕后黑手，如丧家之犬，惊恐万分，有的潜逃到他们的家乡和亲友那里，有的销声匿迹， 根本不知道躲到哪里去了；只有少数人还在负隅顽抗，比如原六区的武装部长郑有志就带着一部分人员和枪支跑到了都庞岭下的大坪铺农场。”一位因反对杀人而付出沉重代价的道县当地干部对我们说：“为什么47军进驻之前，道县杀人风愈演愈烈，进驻以后很快就平息了呢？难道47军个个都是三头六臂，我们县里的干部都是草包饭桶？难道进驻之前，群众的法纪观念薄弱，进驻后马上就加强了？难道进驻之前，大家的思想被‘四人帮’给搞乱了，进驻以后马上就拨乱反正了？难道进驻之前，公检法瘫痪了，进驻后马上就康复了？难道进驻之前，阶级斗争形式非常严重，进驻后马上就安定团 结了？这其实原因简单得很，道县杀人根子不在下面，而在上面，47军一进驻，县里这帮人，还有区社这帮人，害怕了，把手收了回去，他们一收手，杀人风自然就平息了。” :318
10月1日（或者9月29，9月30日，时间就在这三天）清晨，一架苏制伊二型飞机在道县上空开始撒播传单。这是湖南省革筹和47军支左部队为配合6950部队开展工作，经请示中央军委和中央文革小组同意后，派飞机散发制止杀人的传单。据知情人回忆传单内容主要有三条（有说五条）： 一是中央的《六•六通令》（不准乱杀人）；二是《七•一三布告》（不准农民进城参与武斗）； 三是善有善报，恶有恶报，不是不报，时间未到，时间一到，一切都报。传单上以醒目的大字印着：“制止杀人！”“杀人犯法！”“要文斗，不要武斗！”“不要群众斗群众！” 第二天，飞机又撒传单一次。 此后杀人基本平息，1967年10月17日，桥头公社上坝大队的大队民兵营长唐桂庭在马鞍桥凉亭屋，用鸟铳将中农社员何余祥打死，为最后一个被屠杀的人。:197

## 大屠杀情况

### 组织领导
县武装部政委刘世斌每次开会就通报敌情，煽动杀人。县人武部政委崔保树欺上压下，谎报军情，向47军和省革筹隐瞒杀人真相。副政委邱庆龙也鼓动杀人。 武装部军事科科长周××，后勤科长刘××都对道县大屠杀负有不可推卸的责任。县委副书记熊炳恩也对道县大屠杀负有重大责任。县武装部和县委等政府机构编纂不实“敌情”，散布“四类分子”要造反的谣言，通过区武装部、公社、大队等行政机构层层组织实施屠杀。:211

#### 貧下中農最高（高级）法院
在杀人潮中，道县成立了数以百计的“贫下中农最高（高级）法院”。但只有柑子园公社正式挂牌办公开庭。8月23日，柑子园公社“贫下中农最高人民法院”挂牌成立，后因有人指出“最高”有夺中央机关的权之嫌，改称“贫下中农高级人民法院”。公社贫下中农协会副主席梁域当选为“贫下中农高级法院”院长。
“柑子园贫下中农高级人民法院”成立后，共开庭审讯了13人，其中8人被判死刑。相比该县其他公社完全没有“程序”的杀人，该公社在当时还算是比较“文明”的。后来因“手续简化”，权力下放至各大队“贫下中农最高人民法院”，公社的高级法院也就有名无实了。

#### 殺人任務與指標
道县事件中，区一级范围内策划部署杀人的共6个区：清溪区、蚣坝区、清塘区、祥林铺区、梅花区、寿雁区，占全县总共11个区区数的55％；公社一级范围内策划部署杀人的共16个公社：蚣坝公社、上关公社、富塘公社、杨家公社、柑子园公社、洪塘营公社、桥头公社、唐家公社……，占全县公社总数的47％。道县当时每杀1人的报酬一般是2-3元或10斤穀不等。有的经济宽裕的大队每杀1人给杀人者5元。
比如蚣坝区是道县杀人最多的区，8天共杀1054人，合计全区50人中就有1人被杀；该区所杀人占全县杀人总数的1/4强。该区从区到公社到大队层层部署动员，分别召开了区委正副书记、“红联”司令、武装部长、会计碰头会，全区各公社负责人、武装部长、群众组织头头会议，各公社、大队贯彻会议精神的各种会议。通过层层压任务，杀人规模迅速扩大。例如8月22日该区小甲公社开始杀人，到了8月30日，小甲公社的13个大队已有12个大队杀了人。

#### 殺人現場會
8月22日，上关公社抓促小组副组长周永记在宝塔脚的虎子坪生产队作杀人动员报告，齐心大队、建筑大队、向阳大队的干部、党团员和贫下中农代表共一千多人与会。周永记报告结束后，齐心大队团支部书记罗特良代表贫下中农最高法院宣判，将何光清判处死刑，何光清当场由民兵用马刀砍死。
‍8月24日上午，周永记又到建设大队龙江桥石头岭变电站旁边召开大会，三千多人参加。会前，周永记召集各大队主要负责人开碰头会，各大队的干部总共报了6个要杀的四类分子。会上他们被用步枪枪决。

### 屠杀方式
1. 槍殺（含步槍、獵槍、鳥銃、三眼炮等）。
2. 刀殺（含馬刀、大刀、柴刀、梭鏢等）。
3. 沉水（沉潭和沉河，沉河又稱“放排”）。
4. 炸死（又稱“坐土飛機”）。
5. 丟岩洞（一般都輔以刀殺）。
6. 活埋（基本上是埋在廢窖裡，故又稱“下窖”）。
7. 棍棒打死（含鋤頭、鐵耙、扁擔等）。
8. 繩勒（含勒死和吊死）。
9. 火燒（含熏死）。
10. 摔死（主要用于未成年的孩子）。
11. 其它。

### 死亡人数
自8月13日到10月17日，歷時66天，涉及10個區，36個公社，468個大隊，1590個生產隊，2778戶。
受道縣事件影響，全地區其餘10個縣市也在不同程度上殺了人。全地區（含道縣）文革期間非正常死亡9093人，其中被殺7696人，逼迫自殺1397人；另外，致傷致殘2146人。死亡人員按當時的階級成份劃分：四類分子3576人，四類分子子女4057人，貧下中農1049人，其他成份411人。其中未成年人826人。
被殺人中，年紀最大者78歲，最小者10天。

### 屠杀案例

#### 朱勉案
朱勉是该县最早的被害者。但该个案当时并不为全县广泛所知。
8月12日上午，寿雁区召开区干部会，寿雁区抓促小组组长、区公安助理员陈智希传达县里指示，并建议区长李来文展开对该区下坝大队的历史反革命分子、“军统特务”朱勉的批斗。在他的策动下，拟定的镇压措施又迅速升级，8月13日上午，壽雁公社召開各大隊幹部會議，会上决定殺掉朱勉。当夜在召开四类分子训话会后，朱勉即被杀。

#### 鐘佩英滅門案
鐘佩英滅門案是真正掀起该县滥杀序幕的案件。
该案发生在该县四马桥区杨家公社郑家大队。8月13日晚，四马桥区“红联”在杨家公社周塘管大队的红东庙召开会议，区“红联”副司令和杨家公社“红联”司令蒋文明传达“战备方案”，指示：
第一，从现在起，各大队要组织人站岗放哨；第二，要采取得力措施防止‘革联’下乡串联；第三，要发动贫下中农管好四类分子；第四，四类分子如果乱说乱动，要搞暴动，各大队要联合起来，采取断然措施……
其后，郑家大队党支部委员、联络员郑逢格首先发言。他说：
我们大队地富活动很猖狂，已经组织起来开了几次秘密会了。历史反革命郑元赞的老婆钟佩英串联一些地富子女去宁远参加了‘湘江风雷’，已经领了两个月工资了；还准备领枪回来，跟贫下中农作对。地主分子郑生尧已经在支书郑逢蛟门口睡了好几晚了；郑支书害怕被杀，已经躲起来了。”……“阶级敌人这样猖狂，我们贫下中农不知哪一天会死在他们手里。
接着各大队与会人员纷纷发言，表示焦虑。蒋文明针对钟佩英的问题回答道：“她什么时候起来暴动，就什么时候搞掉她！”会议策划了杀害钟佩英的方案。
8月14日晚，蒋文明主持召开了富足湾大队、老屋地大队党、团员会，传达了“战备方案”以及关于钟佩英“组织反革命暴动的罪行”。8月15日，郑家大队党支部委员、联络员郑逢格及郑家大队民兵营长郑会久召集四类分子（含子女）训话会，会后杀害了钟佩英及其两个儿子（当时分别为18岁和20岁）。

#### 唐玉案
唐玉家庭出身中农，原小学教师，1957年被打成右派，遣送回乡务农。久隹公社公安特派员蒋白举在唐玉所在大队蹲点时，“蹲到了女人肚子上去了”。唐玉帮着女方写状子，把蒋白举告了，结果蒋白举受到上级批评，影响了仕途。蒋对此怀恨在心。
8月16日，区抓促领导小组副组长、区法庭干部周仁从清塘公社赶到营江公社，向区武装部长、“红联”营江前线总指挥关有志报告“敌情”，声称已经破获了两个反革命组织，建议在清塘公社召开干部会以稳定局势。‍8月17日上午，关有志在清塘公社召开全区生产队以上干部会议。周仁在会议上称：
现在政法部门都瘫痪了，真正是罪大恶极的五类分子由贫下中农讨论干掉他，事先不用请示，事后也不用报告，最高人民法庭就是贫下中农。如果我们内部有叛徒，不管他是脱产干部，还是带手表的，穿可可鞋的，在哪里发现就在哪里搞掉！
他还针对所谓“人民党”成员、久隹公社农民唐玉想当区长一事称，“我今天就打发他到阎王那里去当区长！”散会后，周仁当即指使久隹公社公安特派员蒋白举带领该公社与会人员共约三、四十人，冲到唐玉的家，乱棒将其打死，丢在水塘里。

#### 贺远能案
1967年7月，蚣坝区蚣坝公社贺家山大队回乡知青贺远能带未婚妻何端珍回家，遇到大队干部周某某。周心生妒忌，便咬定贺远能是“革联”探子，叫民兵将其捆绑关押，贺远能双手被勒断。次日贺远能获得释放后到未婚妻家养伤，伤好后于8月24日回乡，正逢杀人狂潮。他于次日即被民兵擒获，大队“最高法院”贺主席下令将其沉河。

#### 周文栋灭门案
桥头公社的周文栋本是转业军人，在回道县当教师后于1957年被划为右派，开除回家务农。他及其妻子和大儿子是在跟社员们一起翻红薯藤时被生产队周队长按事先布置好的抓捕方案扭住，一家三口被推到地窖里烧死。他尚在家里的两个未成年的孩子也被周队长抓来扔进该地窖，这8岁大的女儿和2岁的小儿子也被活活烧死。
周文栋一家五口全被杀后，当晚该生产队的人们就把其家产分光，鸡、鸭、狗、猪等全部杀掉分光吃光。

### 其他罪行
在杀人潮中，还发生了许多强奸甚至轮奸案。一些地方的流氓、赌棍借机滋事。有的干部借机报复杀人，致使受害者由四类分子扩大到贫下中农。

## 拨乱反正时期
1968年、1974年，在文化大革命期间，零陵地区有关方面曾先后对道县杀人事件作过两次处理，但处理不力。文革结束后，被害者亲属成群赴北京鸣冤。
在拨乱反正时期，1978年冬，零陵地委书记邓有志带领工作组赴道县调查，写出了专题报告。湖南省委批发了五号文件。1980年12月22日，胡耀邦视察湖南，专程去零陵地区听取道县杀人情况的汇报，并明确指示：“对没有处理完的要处理完，主要是对受害者要安置好”。1982年春，中华人民共和国最高人民法院院长江华（其堂弟在杀人事件中被杀）回故乡时，对道县杀人事件作明确指示：“要严查惩办。”
中共湖南省委首先对遗属进行了平反、安置和补偿，并提出了“宜宽不宜严、宜轻不宜重、宜少不宜多”的指导思想，和“组织策划指挥者从严，奉命执行者从宽；个人品质恶劣者从严，受‘左’的影响者从宽；国家工作人员从严，农村基层干部和群众从宽”的原则。自1984年5月起，零陵地委先后从地、县两级抽调1389名干部组成“文化大革命杀人遗留问题工作组”，历时两年，做了大量调查处理、安置抚恤工作。最后处理情况如下：
一、对一千多名尤其是大队、生产队的杀人策划者和凶手作出了开除党籍、撤消党内外一切职务等党纪政纪处分。
二、几十名在公社以上范围内为首组织策划杀人的国家干部被逮捕，并判有期徒刑。如郑有志、袁甫礼。

三、对那些谋财害命者、强奸轮奸杀人者、积极主动充当凶手情节特别恶劣者、上级明确制止杀人后仍然成批组织杀人者逮捕法办，追究刑事责任。
最终，只有少部分参与大屠杀的犯罪人员受到了法律处罚，并且无人被判死刑全区共追究刑事责任201人，其中判无期徒刑12人，判20年徒刑21人，部分领导大屠杀的地方领导人被开除出中国共产党；其中，道县本县处理了43人（15人为国家干部），11人被追究刑事责任、最高获刑10年有期徒刑。
此外据湖南省永州市人大常委会原秘书长谢承年回忆，愈合“道县事件”的伤痕是一件困难的工作。一些群众和责任人认为“杀几个‘四类分子’有什么了不起”，“你们这么做是 ‘长阶级敌人的志气，灭自己的威风’”；而遗属要求开追悼会，给死者披麻戴孝，重新垒坟立碑，提出多抓重判，甚至杀人偿命，血债要用血来还。双方对立严重。1985年9月中旬，道县102个遗属到北京上访，先后去过国办信访局、中办信访局，到天安门广场散发传单，试图进去新华门时被中央警卫局劝退;第二天，美国之音报道了此事。10月上旬，84个遗属进京上访，通过当时在北京工作的道县籍政府工作人员得知了胡耀邦的住所地址，聚集在胡耀邦住地附近堵塞交通达四个小时。10月下旬，时任湖南省委书记的毛致用召开会议，专题研究处理零陵地区杀人遗留问题，当负责人汇报当时道县主要领导没有采取措施制止杀人时，毛致用站起来说：“一定要处分XXX，不然遗属有意见，上访稳定不下来。”在追加经费200万元用于抚恤安置后，遗属才逐渐安定下来。

## 延伸阅读
- 王坤仁，《血痂》，光明日报出版社，2006年12月。（关于道县事件的长篇小说。）
- 谭合成，《血的神话：公元1967年湖南道县文革大屠杀纪实》，香港：天行健出版社，2010年、2011年出版。
- 程鹤主、宋永毅，《湖南道县及周边地区文革大屠杀机密档案》，美国：国史出版社，2017年。
- 宋永毅. Chronology of Mass Killings during the Chinese Cultural Revolution (1966-1976) （页面存档备份，存于）. Online Encyclopedia of Mass Violence, 25 August, 2011. ISSN 1961-9898。
- SEKI Hei. A HISTORY OF MASSACRES IN CHINA What Makes the Chinese Such Lovers of Murder?. 2007.